# Stelios Mygiakis
Stelios Mygiakis, född den 5 maj 1952 i Rethymno, Grekland, är en grekisk brottare som tog OS-guld i fjäderviktsbrottning i den grekisk-romerska klassen 1980 i Moskva.